# Enrique Bolaños Quesada
Enrique Bolaños Quesada (ur. 5 października 1907 w Heredii, zm. 27 kwietnia 1992) – kostarykański duchowny katolicki, biskup pomocniczy Alajuela 1962-1970, a następnie diecezjalny 1970-1980.

## Życiorys
Święcenia kapłańskie otrzymał 30 listopada 1933.
6 grudnia 1962 papież Jan XXIII mianował go biskupem pomocniczym Alajuela ze stolicą tytularną Andropolis. 25 marca 1963 z rąk biskupa Juana Fernándeza przyjął sakrę biskupią. 6 marca 1970 mianowany biskupem diecezjalnym. 13 grudnia 1980 ze względu na wiek złożył rezygnację z zajmowanej funkcji.
Zmarł 27 kwietnia 1992.